# Carl Stenborg

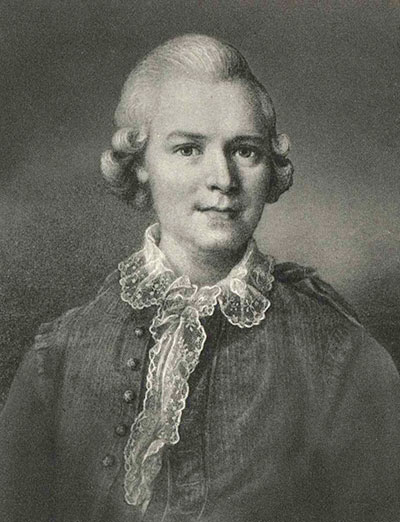
Carl Stenborg

Carl Stenborg (* 25. September 1752 in Stockholm; † 1. August 1813 in Djurgården) war ein schwedischer Opernsänger (Tenor), Theaterleiter und Komponist.

## Leben
Der Sohn des Schauspielers Petter Stenborg war zunächst Beamter im Staatsdienst. Von 1773 bis 1806 wirkte er an der Königlichen Oper in Stockholm, wo er sich um die Einführung der Opéra comique und des Singspiels in schwedischer Sprache bemühte. 1799 sang er die Titelpartie in der Uraufführung von Joseph Martin Kraus’ Oper Æneas i Carthago.
Neben Schauspielmusiken komponierte er mehrere Bühnenstücke, darunter das erste schwedische Singspiel Gustaf Ericsson i Dalarne.